# لويس يوجين روي
لويس يوجين روي (بالفرنسية: Louis Eugène Roy)‏ (و. 1861 – 1939 م) هو سياسي من هايتي ولد في هايتي.